# Boyce Budd
Harold Boyce Budd Jr. (ur. 4 stycznia 1939 w Summit) – amerykański wioślarz, złoty medalista igrzysk olimpijskich.

## Kariera
Wystąpił na igrzyskach olimpijskich w Tokio w 1964, gdzie osada USA w składzie: Joseph Amlong, Thomas Amlong, Boyce Budd, Emory Clark, Stanley Cwiklinski, Hugh Foley, Bill Knecht, William Stowe i Róbert Zimonyi (sternik) zdobyła złoty medal w ósemkach. W wyścigu finałowym o 5,06 sekundy wyprzedzili osadę Wspólnej Reprezentacji Niemiec i 6,88 sekundy osadę Czechosłowacji. Był to jego jedyny start olimpijski.
Ponadto zdobył brązowy medal w tej samej konkurencji na mistrzostwach Europy w Duisburgu (1965). 
Kształcił się w Uniwersytecie Yale i Kolegium Trójcy Świętej Uniwersytetu Cambridge. W 1962 był członkiem zwycięskiej osady Cambridge w The Boat Race. 